# Weston Tardy
Weston Tardy (né le 28 juillet 1983 à Duluth, dans l'État du Minnesota aux États-Unis) est un joueur professionnel américain de hockey sur glace.

## Carrière de joueur
Après une carrière de quatre saisons avec les Tigers de Colorado College dans les rangs universitaires américain, il devient professionnel avec s'alignant avec les Lynx d'Augusta de l'ECHL lors de la saison 2006-2007. Il joue ensuite deux saisons dans l'Allsvenskan, seconde division suédoise, avec les Nybro Vikings IF.
De retour en Amérique du Nord, il s'aligne avec les Steelheads de l'Idaho avec lesquels il atteint la finale des séries éliminatoires en 2009-2010. Son club s'incline face aux Cyclones de Cincinnati en cinq parties. Au terme de la saison 2010-2011, il signe un contrat avec les Pingouins de Morzine-Avoriaz en France.

## Statistiques
| Saison             | Équipe                       | Ligue              |     | Saison régulière | Saison régulière | Saison régulière | Saison régulière | Saison régulière |   | Séries éliminatoires | Séries éliminatoires | Séries éliminatoires | Séries éliminatoires | Séries éliminatoires |
| Saison             | Équipe                       | Ligue              | PJ  | B                | A                | Pts              | Pun              | PJ               | B | A                    | Pts                  | Pun                  |                      |                      |
| 2001-2002          | Buccaneers de Des Moines     | USHL               | 60  | 7                | 9                | 16               | 26               | 3                | 1 | 0                    | 1                    | 0                    |                      |                      |
| 2002-2003          | Tigers de Colorado College   | NCAA               | 19  | 2                | 1                | 3                | 8                | -                | - | -                    | -                    | -                    |                      |                      |
| 2003-2004          | Tigers de Colorado College   | NCAA               | 34  | 1                | 6                | 7                | 20               | -                | - | -                    | -                    | -                    |                      |                      |
| 2004-2005          | Tigers de Colorado College   | NCAA               | 36  | 0                | 7                | 7                | 36               | -                | - | -                    | -                    | -                    |                      |                      |
| 2005-2006          | Tigers de Colorado College   | NCAA               | 21  | 0                | 1                | 1                | 20               | -                | - | -                    | -                    | -                    |                      |                      |
| 2006-2007          | Lynx d'Augusta               | ECHL               | 61  | 5                | 13               | 18               | 38               | 2                | 0 | 0                    | 0                    | 2                    |                      |                      |
| 2007-2008          | Nybro Vikings IF             | Allsvenskan        | 42  | 1                | 12               | 13               | 44               | -                | - | -                    | -                    | -                    |                      |                      |
| 2008-2009          | Nybro Vikings IF             | Allsvenskan        | 32  | 2                | 10               | 12               | 46               | 10               | 0 | 2                    | 2                    | 6                    |                      |                      |
| 2009-2010          | Steelheads de l'Idaho        | ECHL               | 50  | 1                | 18               | 19               | 44               | 15               | 0 | 4                    | 4                    | 8                    |                      |                      |
| 2010-2011          | Steelheads de l'Idaho        | ECHL               | 51  | 2                | 18               | 20               | 22               | 9                | 0 | 0                    | 0                    | 0                    |                      |                      |
| 2011-2012          | Pingouins de Morzine-Avoriaz | Ligue Magnus       | 26  | 1                | 6                | 7                | 18               | 4                | 0 | 0                    | 0                    | 24                   |                      |                      |
| Totaux ECHL        | Totaux ECHL                  | Totaux ECHL        | 162 | 8                | 49               | 57               | 104              | 26               | 0 | 4                    | 4                    | 10                   |                      |                      |
| Totaux Allsvenskan | Totaux Allsvenskan           | Totaux Allsvenskan | 74  | 3                | 22               | 25               | 90               | 10               | 0 | 2                    | 2                    | 6                    |                      |                      |
| Totaux NCAA        | Totaux NCAA                  | Totaux NCAA        | 110 | 3                | 15               | 18               | 84               | -                | - | -                    | -                    | -                    |                      |                      |